# Балх
Вижте пояснителната страница за други значения на Балх.
Балх (на дари: بلخ – Balx) е малък град в провинция Балх, Афганистан, на 365 метра надморска височина, на около 20 км северозападно от Мазари Шариф и 74 км южно от река Амударя със 77 000 жители (през 2006 г.).
Един от най-великите и древни градове в света, носи ведическите имена Заинаспа и Бхакри, което като Бактра дава името на историческата област Бактрия. В древността градът е център на зороастризма, като се смята, че самият Зороастър е роден, умрял и погребан там. През 11 век Низам ал-Мулк основава в Балх едно от своите мадраса низамия.
След епидемия от малария през 1870-те години почти цялото население на града се изселва и столицата на провинцията се премества в Мазари Шариф.
Днес градът се състои главно от развалини, които никога не са проучвани от професионални археолози. Център е на памучната и кожено обработвателната промишленост в региона; отглеждат се и бадеми и пъпеши.

## История
Градът е населен от дълбока древност. Той от незапомнени времена е столица на забележителната страна Бактрия, прочута със своето плодородие и заемаща стратегическо за търговията и политиката положение в пресечната точка на пътищата свързващи запада, севера, Китай и Индия. В 2200 – 1800 г. пр. Хр. тук процъфтява може би най-старият арийски културен център, наречен днес Бактрийско-маргиански археологически комплекс, древен колкото и първите градове в Индия – Мохенджо-Даро и Харапа. Бактрийското население е говорело арийски език и малка част вероятно такъв близък до езика, ползван днес от буришите Хунза.
В 630 г. пр. Хр. в Балх се е родил Заратустра, създал е тук древната арийска религия зороастризъм, живял е и е погребан в града в 553 г. пр. Хр. Свещената книга на учението Авеста е на бактрийски език, на който са говорели тукашните хора, издигнат до богослужебния авестийски език. При Кир Велики (559 – 530 г. пр. Хр.) страната се присъединява към империята на Ахеменидите и е считана за една от най-важните и богати области. Тогава тук са преселени и първите групи жители от балканските владения на персийското царство, даже последният персийски цар във времето на настъплението на македонците е провъзгласен тук.

### Елинистически Балх
През 329 г. пр.н.е. разгромилият Персийската империя Александър Македонски достига с войските си града. Тук той се влюбва и оженва за Роксана – дъщерята на бактрийския владетел Оксиарт, който оставя да управлява. Настанява в Балх щаб-квартирата на войската си и заповядва всичките му офицери също да се оженят за местни девойки, което е изпълнено без отлагане.
В 250 г. пр. Хр. Бактрия добива независимостта си от империята на Селевк и Диодот и образува суверенното Гръко-бактрийско царство, което присъединява обширни области, вкл. Согдиана. Страната става център на елинистическата култура в централна Азия и Балх е нейна столица. Тя има гимназиони, театри, мегарони, украсена е със скулптури, провеждат се вакханалии. При Деметрий царството добива още слава, като са завладени и обширни територии в Индия – Пенджаб и Арахозия, и държавата прераства в Индо-гръцко царство. Владетелите наред с гръцката култура силно покровителстват будизма, превърнал се в особения Гръко-будизъм и дори един от тях (Менандър I) става будист. От своя страна елинистичното културно влияние на Бактрия се простира не само върху Индия, но дори към Китай. Търговията и транзитните такси от преминаващите по Пътя на коприната злато и стоки обогатяват неимоверно града, но предизвикват борба за власт и междуособици. От царството се обособяват южните му индийски територии и Согдиана, будисткото княжество на Менандър I – Таксила, Арахозия, Пенджаб и Гандхару, а царят на Партия Митридат I откъсва Маргиана. Индо-гръцката и гръко-бактрийската част стигат до война. В държавата се обособяват около 9 владетелски територии и тя постепенно запада. В 130 г. пр. Хр. започват нашествия на други арийци – скитите и най-далекоизточните народи на бялата раса – тохарите, наричани от съседите им китайци юеджи. 125 г. пр. Хр. под натиска на нашествениците цар Хелиокъл I изоставя столицата и управлява от Кабул остатъците от индийските си земи, което условно се приема за край на държавата.

### Арийско-елинистически Балх
Тохарите остават в Бактрия, а повечето от скитите напредват на югоизток в северен Пакистан и създават свои индо-скитски княжества, първоначално номинално признаващи върховенството на индо-гръцките царе. Наследниците на Хелиокъл запазват някаква власт и дори си връщат контрола над западните краища на Индо-гръцкото царство, но държавата се разпада на малки владения, а обширна област включваща и индийски територии е заета от новото Индо-скитско царство на източните скити, наричани тук саки.
Последният бактрийски индо-гръцки цар, управляващ в западните земи, влиза в съюз и става васал на Китай, но в 70 г. пр. Хр. е свален от елинизираните тохари. Около 80 г. пр. Хр. за кратко, а в 55 г. пр. Хр. окончателно, скитите установяват контрол над северозападните индо-гръцки територии. В централните области индо-гръцката власт на Хипострат окончателно е ликвидирана към 50 г. пр. Хр. На изток скитите се справят със Стратон II до 10 г. пр. Хр., но и в I век оцеляват някои от малките индо-гръцки господари, като Феодам в северен Гандхар. Така Скитите Саки, без да прекъсват напълно епохата на елинизма, разпростират своето номадско господство на териториите на Бактрия, Согдиана, Арахосия, Гандхар, Кашмир, Пенджаб, Раджастан, Таксила и Гуджарат, от Бамиан до Матхура и Паталипутра, а южните области на днешния Афганистан започват да се наричат „Сакастан“.
През 1 век пр.н.е. партите възстановават Персийската империя и започват да си проправят път в източните земи, заемани от индо-скитите и тохарите юечжи. Те завладяват цяла Бактрия и значителни територии в Северна Индия. Около 20 г. пр. Хр. Гондофар I, управител на Сакастан, и васал на скитите саки, завладява голяма част от царството им: Аркозия, Сакастан (съвр. Систан), Синдх, Кабул и Пенджаб (без източната част). Обявява се за император и основава Индо-партско царство. Столицата му почти през цялото време на съществуването му е Таксила и едва към края е преместена в Кабул. По време на царството много от скитската и друга аристокрация остават на власт, включително бившият управляващ скитски род, като полагат клетва за вярност. След смъртта на основателя държавата започва да се разпада и последните царе управляват само Сакастан и Кандахар. Завоювано е от Кушаните преди 100 г.сл. Хр., но има благородници запазили позициите си.
Към 135 – 130 г. пр. Хр. тохарските князе започват да навлизат в Бактрия и да изтласкват раздробените елинистически владетели на югоизток, като окупират западните части на индо-гръцката държава. В крайна сметка страдащата от вътрешни борби, заплашвана от младото Партско царство и ударена от скитите страна се превръща в мозайка от различни владения, а новите завоеватели, заемайки все повече части от Бактрия, преди да са организирали обща държава, попадат дълбоко в тази нова среда, усядат и започват да се елинизират. По-късно страната е наричана по тяхното име Тохаристан. Един от тохарските князе кушанският предводител Куджула Кадфиз в самото начало на 1 век сл. Хр. подчинил 4-те други княжества създадени от народа му в Бактрия и дребните владения на някои гръцки династии, съюзил се с гръко-бактрийския владетел Гермей в отстояване независимостта срещу експанзията на Партския цар и му помогнал да обедини около своето други гръко-бактрийски княжества. След смъртта му го наследил и в 47 г.сл. Хр. съединил двете царства и положил началото на Кушанската будистко-елинистична империя с обширна територия, обхващаща западен Китай, средна Азия и Индия, без южните ѝ части. С военната и икономическа сила, богатия си духовен живот и блестяща архитектура, тя станала една от четирите най-значими държави в античния свят наравно с Рим, Китай и Персия. В 3 век сл. Хр. империята започва да запада и все по-трудно устоява на персийския натиск, когато я удрят ефталитите, наричани и бели хуни. Към 425 г. те унищожават отслабналата кушанска държава и завладяват Бактрия. За наследници на кушаните се сочат днешните гуджарати.

### Средновековен период
Ефталитите завладели Балх и цяла Бактрия, когато покоряват Кушанската държава в 483 – 485 г., а към 500 г. побеждават Персия и я правят васална страна. Цяла Западна и Средна Азия са техни, но в 557 г. са разбити от персийския цар Хорсов, в 528 г. от индийската коалиция на император Нарасимхагупти и краля на Малва и накрая от Гьоктюрките от Западнотюркския хаганат, държавата обаче не е унищожена продължава да съществува до 670 г., когато последният им владетел е детрониран от тибетско-тюрската династия Кабул Шахи. За наследници на ефталитите се смятат пущуните.
По-късно от Сасанидите над Балх и цяла Бактрия пак е установена властта на Персийската империя, наложен е ислямът, а след падането на Персия под управлението на Арабския халифат в 651 г., той не след дълго се разпростира и тук. В 861 г. в Сакастан (Систан) в днешен Афганистан от халифата се обособява Държавата на Сафаридите съществувала независимо до битката при Балх в 900 г., след която тя е васална на Саманидската държава. Земевладелецът от Балх Саман-худат приема исляма и става родоначалник на династията на Саманидите, която в 875 г. постига пълна независимост от Багдадския халифат и създава споменатата Саманидска държава. Така в крайна сметка тукашните султани извоюват независимостта си от арабите. Техният военачалник Алп-Тегин идва в Балх, и в април – май 962 г., разбива войската, пратена против него от Саманидите, отправя се в недалечния град Газни, сваля местната династия и в 977 г. е основана Газневидската държава. Газневидската държава е покорена от сунитските афгански владетели от династията на Хуридите в 1160 г. Тези афганистански владетели завладяват Северна Индия и стават първите ислямски завоеватели на Делхи. Именно доведените от тях духовници от Балх (Балхара), наричани заради родното им място „Ал Булхари“, започват разпространението на исляма като държавна вяра в Индия. Любопитно е, че върховният духовник на Делхи – шах имамът на голямата петъчна джамия (Shahi Imam of Delhi's Jama Masjid) е и може да е единствено от рода „Ал Булхари“(Al Bukhari).
В доислямския период в града били построени много будистки храмове, включително и статуя на Буда, покрита със скъпоценни камъни.
По време на исляма Балх останал важен културен център, но в 1220 г. Чингис хан го разрушава до основи, избива или отвлича абсолютно цялото му население, а страната е завладяна от монголите.
Великият завоевател Тимур, превзема града на 10 април 1370 г. и тук е извършена неговата коронация за Върховен емир на Туран. Последният Тимурид (пряк наследник на Тимур) – поетът Захиредин Бабур управлявал Фергана от 1494 г., идва в тукашните земи в 1504 г. и се установява в Кабул, откъдето предприема победоносни походи в Индия и в 1526 г. създава Империята на Великите Моголи.
Градът е посещаван от Марко Поло, който го нарича „достоен и велик град“. През XVIII век градът е застроен наново, но политическия център е пренесен в Мазари Шариф през 1866 г. и така Балх става провинциален град.
Съвременните таджики и пущуни са потомци древните бактрийци, а на гръко-бактрийците за такива се определят и Калашите, Хунза и Нуристанците.

## Паметници
В централния парк има три. Гробницата на Ходжи Парса – богослов, който умира в Балх през 1460 г. и в негова чест е построена гробница-джамия, много красива, въпреки че е наранена от куршуми. Останки от училището на Саид Субхан Кули Хан – построено през XVII век, от което са останали само части от стени и красива арка. Могила на Рабии Балхи – първата поетеса от ислямския период, която пишела на персийски.
В североизточната част на града се намират останките на древния град „Бала Хисар“ от началото на първото хилядолетие. Сега всичко е покрито с пръст и само по релефа се разбира къде са развалините. Има много остатъци от древни съдове, от времето на Тимур, които не се охраняват. В самия град на няколко места се продават добре запазени екземпляри с неизвестна датировка.
Преди да се влезе в Балх, от посоката на Мазари Шариф се виждат части от древната южна стена на града, както и два глинени хълма – остатъци от будистки манастир и ступа, които се споменават в писмени паметници още през 630 г.
С изключение на гробницата на Ходжа Парса, най-добре се е запазил Масджиди Но Хумбад – „джамия с девет купола“, – построено в началото на 9 век. До нея се стига по страничен път дълъг 2 километра още преди влизането в Балх.
Разстоянието между Мазари Шариф и Балх е 18 километра. Въпреки наличието на местен транспорт, за туристите е най-удобно да наемат такси в Мазари Шариф, защото пеш може лесно да се стигне само централният парк. За десет долара може да се заплати тричасова обиколка и да се разгледа всичко.

## Известни личности
Родени в Балх
- Зороастър (6 век пр. Хр.), философ, основоположник на религията зороастризъм
- Джалаладин Мохамед Руми (1207 – 1273), философ

Починали в Балх
- Асад ибн Абдаллах ал-Касри (?-738), военачалник

## Хипотези за връзка с прабългарите
Някои български учени смятат, че името Балх е свързано с етнонима българи. Според тълкуванията на Божидар Димитров и Петър Добрев, някои антични и ранносредновековни историци като Агатий Миринейски, Теофилакт Симоката, Ананий Ширакаци и Михаил Сирийски, твърдят че древната родина на прабългарите обхваща земи склоновете и подножието на планината Имеон около град Балх. В частност, на своята карта Ширакаци показва точно тези земи като обитавани от булхите (‘булхи’ на арменски).